# 迪克西 (愛達荷州埃爾莫爾縣)
迪克西（英語：Dixie）是位於美國愛達荷州埃爾莫爾縣的一個非建制地區。該地的面積和人口皆未知。

## 地理
迪克西的座標為43°19′02″N 115°26′49″W / 43.31722°N 115.44694°W，而該地的平均海拔高度為1450米（即4760英尺）。